# Boseong
Boseong (coreeană: 보성군) este un oraș din Coreea de Sud.

## Personalități născute aici
- Philip Jaisohn (1864 - 1951), medic, politician, activist.